# Елективний мутизм
Елективний мутизм (F94.0) — входить до групи розладів соціального функціонування з початком, специфічним для дитячого віку. Застарілий термін, що означає відмову розмовляти у майже всіх соціальних ситуаціях (незважаючи на спроможність розмовляти), тоді як селективний мутизм вважається послідовною невдалою спробою розмовляти у певних ситуаціях і пов'язаний з соціальною тривогою.
Клінічні діагностичні критерії:
- нормальний або майже нормальний рівень розуміння мови;
- рівень у мовному вираженні достатній для соціального спілкування.

Доказові зведення, що дитина може говорити нормально або майже нормально в деяких ситуаціях.